# 정우 (금)
정우(貞祐, 1213년 9월 ~ 1217년 9월)는 금나라 선종(宣宗) 완안 종가(完顔 從嘉)의 첫번째 연호이다. 4년 가량 사용하였다.

## 개원
- 지녕(至寧) 원년 9월 15일[1](1213년 9월 30일)에 연호를 정우(貞祐)로 개원함.[2][3][4]

- 정우(貞祐) 5년 9월 8일[5](1217년 10월 9일)에 연호를 흥정(興定)으로 개원함.[6][7][4]

## 연대 대조표
| 정우       | 원년           | 2년        | 3년        | 4년        | 5년        |
| 서기(西紀) | 1213년         | 1214년     | 1215년     | 1216년     | 1217년     |
| 간지(干支) | 계유(癸酉)     | 갑술(甲戌) | 을해(乙亥) | 병자(丙子) | 정축(丁丑) |
| 남송(南宋) | 가정(嘉定) 6년 | 7년        | 8년        | 9년        | 10년       |

## 동시대 연호

### 중국
송(宋)
- 가정(嘉定) (1208년 ~ 1224년)

서하(西夏)
- 광정(光定) (1211년 ~ 1223년)

대리국(大理國)
- 천개(天開) (1205년 ~ 1225년)

동요(東遼)
- 천통(天統) (1213년 ~ 1216년)
- 천위(天威) (1216년)
- 천덕(天德) (1216년 ~ 1217년)

동진(東眞)
- 천태(天泰) (1215년 ~ 1223년)

기타
- 유영창(劉永昌) 천사(天賜) (1214년)
- 양안아(楊安兒) 천순(天順) (1214년)
- 장경(張鯨) 대한(大漢) (1216년)
- 장치(張致) 흥륭(興隆) (1216년 ~ 1217년)
- 학정(郝定) 순천(順天) (1216년)

### 베트남
- 끼엔자(建嘉) (1211년 ~ 1224년)

### 일본
- 겐랴쿠(建曆) (1211년 ~ 1213년)
- 겐포(建保) (1213년 ~ 1219년)

## 같이 보기
- 다른 왕조의 같은 연호
  - 대장화(大長和) 정우(貞祐, 921년 ~ 924년)

- 중국의 연호 목록